# FIFA 10
FIFA 10 è un videogioco di calcio prodotto da Electronic Arts ed appartenente alla famosa serie FIFA. Il gioco è stato annunciato il 7 aprile 2009 e la sua data di pubblicazione in Europa è il 2 ottobre 2009, in Australasia il 1º ottobre 2009 e in Nordamerica il 20 ottobre. La versione demo è stata pubblicata per PlayStation 3, Xbox 360 e per PC il 10 settembre 2009 in Europa, mentre è disponibile dall'11 settembre in Australasia e dal 17 settembre in Nordamerica. Lo slogan del gioco è "Let's FIFA 10".
FIFA 10 è disponibile per PC, PlayStation 3, PlayStation 2, PlayStation Portable, Xbox 360, Wii, Nintendo DS, iOS e telefono cellulare.

## Copertine
Ogni Paese ha una copertina differente:
- Nel Regno Unito: Theo Walcott, Frank Lampard e Wayne Rooney;
- In Australia: Wayne Rooney e Tim Cahill;
- In Germania: Bastian Schweinsteiger e Wayne Rooney;
- In Italia: Giorgio Chiellini e Ronaldinho;
- In Francia: Steve Mandanda, Karim Benzema e Guillaume Hoarau;
- In Spagna: Karim Benzema e Xavi;
- In Polonia Wayne Rooney e Robert Lewandowski;
- In Portogallo: Frank Lampard e Simão;
- In Russia: Sergej Semak;
- In Ungheria: Wayne Rooney e Balázs Dzsudzsák;
- In Nord America: Frank Lampard, Cuauhtémoc Blanco e Sacha Kljestan.

## Nuove caratteristiche
Le nuove caratteristiche di FIFA 10 sono le seguenti: è presente un innovativo controllo del giocatore chiamato "Dribbling a 360°"; è presente una nuova fisica di gioco; FIFA ha migliorato la reattività dei giocatori; ha corretto lo stop, i passaggi e nei tiri; ha migliorato i portieri ed i difensori; ha migliorato gli schemi e nelle versioni PlayStation 3, Xbox 360 e PSP ha reinserito il campo di allenamento. È presente lo stadio Santiago Bernabéu, scaricabile gratuitamente al giorno di lancio. Nelle versioni PC, PS2 e PSP c'è il Campionato russo e la nazionale olandese è ufficiale.
Per le squadre prive dello stadio licenziato, è possibile modificare il nome dello stadio generico ad esse applicato e renderlo originale. Nella Modalità allenatore ci sono circa 50 miglioramenti, per renderla più realistica: FIFA ha rifatto il sistema di trasferimenti, ed un giocatore accetterà o meno una proposta prendendo in considerazione non solo l'offerta economica ma anche la partecipazione alle competizioni internazionali. Il videogioco ha migliorato anche la parte finanziaria della modalità. La crescita di un calciatore adesso dipende da più elementi: i giocatori acquisiranno esperienza in base a tre categorie (mentale, fisica e pratica) e un giocatore più giovane crescerà più in fretta di uno più anziano.
Nel corso del campionato le squadre avversarie faranno ruotare i giocatori in base alla competizione e cambieranno modulo quando sarà necessario. FIFA ha implementato la modalità Live Season nella modalità allenatore: i giocatori rispecchieranno sempre i valori della realtà. La modalità Calciatore virtuale permette di creare il proprio giocatore e di farlo migliorare nel corso del gioco con particolari obiettivi, che renderanno il calciatore più forte dopo il completamento di essi.
Il calciatore virtuale può essere usato nella modalità professionista e nella modalità allenatore. È possibile inoltre applicare il volto reale partendo da una fotografia. La modalità online è simile a quella del predecessore e mantiene la caratteristica di non subire rallentamenti. Il tempo di caricamento prima di una partita si è ridotto drasticamente.

## Patch
Nelle versioni PS3 e Xbox 360 sono disponibili quattro aggiornamenti:
- Il 1º ottobre 2009 EA Sports ha pubblicato la prima patch per FIFA 10, nella quale sono presenti delle correzioni sui calci piazzati e sui tiri dalla distanza.
- Il 22 ottobre 2009 è stato pubblicato il secondo aggiornamento del gioco, in cui è stata perfezionata la modalità online, la modalità allenatore (migliorati i trasferimenti e la forma fisica dei calciatori) e altri cambiamenti minori.
- Il 18 febbraio 2010 è uscita la terza patch, che prepara il gioco per l'uscita dell'espansione FIFA 10 Ultimate Team.
- Il 24 febbraio è stato messo online l'aggiornamento delle rose, successive al termine della sessione di calciomercato invernale.
- Il 18 marzo è disponibile la quarta patch, che corregge degli errori presenti nella modalità Ultimate Team.

## FIFA 10 Ultimate Team
Il 25 febbraio 2010 è disponibile su PlayStation Network e Xbox Live l'espansione FIFA 10 Ultimate Team: è simile a Ultimate Team di FIFA 09, ma con diversi miglioramenti ed aggiornamenti: esso permette di creare squadre personalizzate e di diventare il manager, con diversi fattori che rendono la modalità realistica, come affiatamento tra giocatori e staff, tattiche personalizzate e trasferimenti. È acquistabile solo per le versioni PlayStation 3 e Xbox 360 ed il prezzo è di 4,99
per la prima piattaforma e di 400 Microsoft Point per la seconda.

## Campionati
In FIFA 10 sono presenti 31 campionati. Essi sono:
- A-League
- Bundesliga
- Jupiler League
- Série A[7]
- Gambrinus Liga
- K-League
- Superliga
- Ligue 1
- Ligue 2
- Bundesliga 1
- Bundesliga 2
- Premier League
- Championship
- League One
- League Two
- Premier Division
- Serie A[8]
- Serie B[9]
- Primera División
- Tippeligaen
- Eredivisie
- Ekstraklasa
- Primeira Liga
- Prem'er-Liga[10]
- Scottish Premier League
- Primera División
- Segunda División
- Major League Soccer
- Allsvenskan
- Super League
- Süper Lig

### Resto del mondo
Sono presenti 10 squadre nella sezione "Resto del mondo":
- AEK Atene
- Boca Juniors
- Kaizer Chiefs
- Losanna
- Olympiakos
- Orlando Pirates
- Panathinaikos
- PAOK
- River Plate
- Servette
- Classic XI (una squadra formata da campioni del passato)
- World XI (una squadra formata da campioni del presente)

## Nazionali
FIFA 10 contiene 42 nazionali:
- Argentina
- Australia
- Austria
- Belgio
- Brasile
- Bulgaria
- Camerun
- Cina
- Corea del Sud
- Croazia
- Danimarca
- Ecuador
- Finlandia[11]
- Francia
- Germania
- Grecia
- Inghilterra
- Irlanda
- Irlanda del Nord
- Italia
- Messico
- Norvegia
- Nuova Zelanda
- Olanda
- Paraguay
- Polonia[11]
- Portogallo
- Repubblica Ceca
- Romania
- Russia[11]
- Scozia
- Slovenia
- Spagna
- USA
- Sudafrica[11]
- Svezia
- Svizzera[11]
- Turchia
- Ucraina[11]
- Ungheria[11]
- Uruguay[11]

## Stadi

### Stadi ufficiali
FIFA 10 presenta 40 stadi ufficiali, di seguito elencati:
| #  | Stadio                | Nome reale                  | Luogo         | Squadra                     |
| -- | --------------------- | --------------------------- | ------------- | --------------------------- |
| 1  | Amsterdam Arena       | Amsterdam ArenA             | Paesi Bassi   | Ajax                        |
| 2  | Azteca                | Azteca                      | Messico       | América                     |
| 3  | Jalisco               | Jalisco                     | Messico       | Guadalajara Atlas           |
| 4  | Allianz Arena         | Allianz Arena               | Germania      | Bayern Monaco Monaco 1860   |
| 5  | AWD Arena             | AWD-Arena                   | Germania      | Hannover 96                 |
| 6  | BayArena              | BayArena                    | Germania      | Bayer Leverkusen            |
| 7  | Commerzbank Arena     | Commerzbank-Arena           | Germania      | Eintracht Francoforte       |
| 8  | HSH Nordbank Arena    | HSH Nordbank Arena          | Germania      | Amburgo                     |
| 9  | Mercedes-Benz Arena   | Mercedes-Benz Arena         | Germania      | Stoccarda                   |
| 10 | Olympiastadion        | Olympiastadion              | Germania      | Hertha Berlino              |
| 11 | Signal Iduna Park     | Signal Iduna Park           | Germania      | Borussia Dortmund           |
| 12 | Veltins Arena         | Veltins-Arena               | Germania      | Schalke 04                  |
| 13 | Anfield               | Anfield                     | Inghilterra   | Liverpool                   |
| 14 | Emirates              | Emirates                    | Inghilterra   | Arsenal                     |
| 15 | Old Trafford          | Old Trafford                | Inghilterra   | Manchester Utd              |
| 16 | St James' Park        | St James' Park              | Inghilterra   | Newcastle Utd               |
| 17 | Stamford Bridge       | Stamford Bridge             | Inghilterra   | Chelsea                     |
| 18 | White Hart Lane       | White Hart Lane             | Inghilterra   | Tottenham                   |
| 19 | Camp Nou              | Camp Nou                    | Spagna        | Barcellona                  |
| 20 | Mestalla              | Mestalla                    | Spagna        | Valencia                    |
| 21 | Santiago Bernabéu     | Santiago Bernabéu           | Spagna        | Real Madrid                 |
| 22 | Vicente Calderón      | Vicente Calderón            | Spagna        | Atlético Madrid             |
| 23 | Chamartín             | Chamartín                   | Spagna        | Real Madrid (1924-1947)     |
| 24 | Delle Alpi            | Delle Alpi                  | Italia        | Juventus Torino (1990-2006) |
| 25 | San Siro              | Giuseppe Meazza             | Italia        | Milan Inter                 |
| 26 | Stadio Olimpico       | Olimpico                    | Italia        | Lazio Roma                  |
| 27 | Gerland               | Stade de Gerland            | Francia       | Olympique Lione             |
| 28 | Félix Bollaert        | Félix-Bollaert              | Francia       | Lens                        |
| 29 | Parc des Princes      | Parc des Princes            | Francia       | Paris Saint-Germain         |
| 30 | Stade Vélodrome       | Stade Vélodrome             | Francia       | Olympique Marsiglia         |
| 31 | da Luz                | Estádio da Luz              | Portogallo    | Benfica                     |
| 32 | do Bessa              | Estádio do Bessa Século XXI | Portogallo    | Boavista                    |
| 33 | Dragão                | Estádio do Dragão           | Portogallo    | Porto                       |
| 34 | José Alvalade         | José Alvalade               | Portogallo    | Sporting Lisbona            |
| 35 | Daegu Stadium         | Daegu World Cup Stadium     | Corea del Sud | Daegu                       |
| 36 | Seoul Sang-Am         | Seoul World Cup Stadium     | Corea del Sud | Seoul                       |
| 37 | Constant Vanden Stock | Constant Vanden Stock       | Belgio        | Anderlecht                  |
| 38 | Home Depot Center     | The Home Depot Center       | Stati Uniti   | LA Galaxy Chivas USA        |
| 39 | Millennium Stadium    | Millennium Stadium          | Galles        | Nazionale gallese           |
| 40 | Wembley               | Wembley Stadium             | Inghilterra   | Nazionale inglese           |

### Stadi generici
- Aloha Park
- Arena D'oro
- Court Lane
- Crown Lane
- El Bombastico
- El Medio
- El Reducto
- Estadio de las Artes
- Estadio del Pueblo
- Estadio Latino
- Euro Arena
- Euro Park
- Football Ground
- Fussballstadion
- Ivy Lane
- O Dromo
- Olimpico Generico
- Square Ground
- Stade Kokoto
- Stade Municipal
- Stadio Classico
- Stadio FIWC
- Stadion 23. Maj
- Stadion Europa
- Stadion Hanguk
- Stadion Neder
- Stadion Olympik
- Town Park

### Stadi da allenamento
- Arena Nord America
- Arena Sud America
- Arena Mediterraneo
- Arena Europa Garibaldi
- Arena Europa Meridionale
- Arena Regno Unito
- Arena Asia
- Allenamento in città
- Allenamento in campagna

## Telecronisti
La telecronaca italiana è stata affidata a Fabio Caressa e Giuseppe Bergomi . Le altre lingue sono scaricabili gratuitamente nella versione PS3 e al costo di 80 Microsoft Points ciascuna nella versione Xbox 360.
- In inglese: Clive Tyldesley e Andy Gray.
- In italiano: Fabio Caressa e Giuseppe Bergomi

In inglese: Clive Tyldesley e Andy Gray
- In tedesco: Tom Bayer e Sebastian Hellman.
- In francese: Hervé Mathoux e Franck Sauzée.
- In spagnolo: Paco González e Manolo Lama.
- In olandese: Evert ten Napel e Youri Mulder.
- In portoghese: David Carvalho e Hélder Conduto.
- In ungherese: Richard Faragó e István B. Hajdú.
- In russo: Vasiliy Utkin e Vasiliy Solovjov.
- In svedese: Glenn Hysén e Henrik Strömblad.
- In ceco: Jaromír Bosák e Petr Svěcený.
- In polacco: Włodzimierz Szaranowicz e Dariusz Szpakowski.
- In spagnolo messicano: Enrique Bermúdez e Ricardo Peláez.
- In portoghese brasiliano: Nivaldo Prieto e Paulo Vinícius Coelho.

## Colonna sonora
- Adiam Dymott - Miss You
- Afrobots - Favela Rock
- Alex Metric - Head Straight
- Auletta - Meine Stadt
- Balkan Beat Box feat. Tomer Yosef and Saz - Ramallah-Tel Aviv
- BLK JKS - Lakeside
- Bomba Estéreo - Fuego
- The BPA feat. Ashley Beedle - Should I Stay Or Should I Blow
- Buraka Som Sistema feat. Pongolove - Kalemba (Wegue - Wegue)
- CasioKids - Fot I Hose
- Children Collide - Skeleton Dance
- Crookers feat. The Very Best, Two Fingerz, Dargen D'Amico e Marina Gasolina - Birthday Bash
- Cut Off Your Hands - Happy As Can Be
- Dananananaykroyd - Black Wax
- Datarock - Give It Up
- De La Soul & MF Doom - Rock Co.Kane Flow
- Fabri Fibra - Donna Famosa
- Fidel Nadal - International Love
- Los Fabulosos Cadillacs - La Luz Del Ritmo
- Macaco - Hacen Falta Dos
- Major Lazer feat. Santigold & Mr Lexx- Hold The Line
- Marcio Local - Soul Do Samba
- Matt and Kim - Daylight
- Metric - Gold Guns Girls
- Mexican Institute of Sound - Alocatel
- Nneka - Kangpe
- Passion Pit - Moth's Wings
- Peter Bjorn And John - Nothing To Worry About
- Pint Shot Riot - Not Thinking Straight
- Playing for Change - War / No More Trouble
- Rocky Dawuni - Download The Revolution
- Röyksopp - It's What I Want
- Soshy - Dorothy
- The Answering Machine - It's Over! It's Over! It's Over!
- The Enemy - Be Somebody
- The Temper Trap - Science of Fear
- Tommy Sparks - She's Got Me Dancing
- The Whitest Boy Alive - 1517
- U2 - Magnificent
- Wyclef Jean - MVP Kompa
- Zap Mama - Vibrations

## Successo commerciale
La Electronic Arts ha dichiarato l'8 ottobre 2009 di aver venduto 1,7 milioni di copie in Europa in una settimana. Inoltre sono state giocate 10 milioni di sessioni online, con 155.000 giocatori connessi contemporaneamente, mentre il 9 febbraio 2010 ha confermato di aver venduto 9,7 milioni di copie.